# Anthophora albella
Anthophora albella är en biart som beskrevs av Gussakovsky 1935. Anthophora albella ingår i släktet pälsbin, och familjen långtungebin. Inga underarter finns listade i Catalogue of Life.